# Karnam Malleswari
Karnam Malleswari, née le 1er juin 1975 à Srikakulam, est une haltérophile indienne.

## Biographie
Elle remporte la première médaille olympique féminine pour l'Inde, en 2000, alors que les femmes concourent pour la première fois.

## Palmarès

### Haltérophilie aux Jeux olympiques
- 2000 à Sydney,  Australie
  -  Médaille de bronze en -69 kg
- 2004 à Athènes,  Grèce
  - participation

### Championnats du monde
- 1996 à Varsovie,  Pologne
  -  Médaille de bronze en -54 kg
- 1995 à Canton,  Chine
  -  Médaille d'or en -54 kg
- 1994 à Istanbul,  Turquie
  -  Médaille d'or en -54 kg
- 1993 à Melbourne,  Australie
  -  Médaille de bronze en -54 kg

### Jeux asiatiques
- 1998 à Bangkok,  Thaïlande
  -  Médaille d'argent en -63 kg

### Jeux du Commonwealth
- 1998 à Kuala Lumpur,  Malaisie
  -  Médaille d'argent en -63 kg

## Distinction et honneurs
Karnam Malleswari reçoit la haute distinction sportive la Rajiv Gandhi Khel Ratna en 1995-1996 et la Padma Shri en 1999.